# Amorfo (álbum)
Amorfo  es el sexto disco de estudio de la banda Nosequien y Los Nosecuantos, lanzado en 2000.

## Historia
A fines del año 2000  el grupo entra al estudio y comienza a grabar el que se convertiría en su quinto disco titulado "Amorfo". "Sin calzoncito", fue el primer sencillo de esta producción que estuvo acompañado de un videoclip. Con este tema traspasaron nuevamente las fronteras peruanas. Meses después lanzaron  el 2º sencillo y videoclip llamado "Sinfonía de amor" que siguió impulsando su carrera hacia el extranjero.

## Lista de temas
Este álbum pertenece a la primera edición con el cual las canciones varían como la de Frente al mar.

| N.º   | Título               | Escritor(es)  | Duración |  |
| 1.    | «Intro»              | Nsq y Los Nsc | 00:19    |  |
| 2.    | «Sin calzoncito»     | Raúl Romero   | 3:34     |  |
| 3.    | «Cuando tú me pegas» | Romero        | 3:14     |  |
| 4.    | «Sinfonía de amor»   | Llosa         | 3:07     |  |
| 5.    | «Whisky con cachina» | Romero        | 3:24     |  |
| 6.    | «Varadero»           | Boner         | 3:16     |  |
| 7.    | «Flaca»              | Romero        | 3:10     |  |
| 8.    | «Educación»          | Romero        | 4:08     |  |
| 9.    | «Ana icram»          | Silva         | 5:07     |  |
| 10.   | «Una vez más»        | Romero        | 3:14     |  |
| 11.   | «Cinco balas»        | Romero        | 3:01     |  |
| 12.   | «Optimismo»          | Romero        | 3:33     |  |
| 13.   | «Qué pasó»           | Alan Wong     | 4:03     |  |
| 14.   | «Alan Alan»          | Ríos, Romero  | 2:51     |  |
| 15.   | «Somos los de antes» | Romero        | 4:10     |  |
| 51:19 |                      |               |          |  |

| Otra versión |                      |              |          |  |
| N.º          | Título               | Escritor(es) | Duración |  |
| 1.           | «Sin calzoncito»     | Raúl Romero  |          |  |
| 2.           | «Frente al mar»      |              |          |  |
| 3.           | «Sinfonía de amor»   | Llosa        |          |  |
| 4.           | «Whisky con cachina» | Romero       |          |  |
| 5.           | «Varadero»           | Boner        |          |  |
| 6.           | «Flaca»              | Romero       |          |  |
| 7.           | «Educación»          | Romero       |          |  |
| 8.           | «Ana icram»          | Silva        |          |  |
| 9.           | «Una vez más»        | Romero       |          |  |
| 10.          | «Cinco balas»        | Romero       |          |  |
| 11.          | «Cuando tú me pegas» | Romero       |          |  |
| 12.          | «Qué pasó»           | Alan Wong    |          |  |
| 13.          | «Somos los de antes» | Romero       |          |  |
| 14.          | «Optimismo»          | Romero       |          |  |
| 50:05        |                      |              |          |  |

## DVD
En el DVD contiene multimedia; imágenes y vídeos de la banda y de algunos de los temas presentes en este álbum.

## Personal
- Raúl Romero – vocalista
- Pablo Boner – teclados
- Héctor Llosa – guitarra
- Pedro Silva – batería
- Fernando Ríos – bajo